# 马尔塔伊莱布朗雄
马尔塔伊莱布朗雄（法語：Martailly-lès-Brancion，法語發音：[maʁtaji lɛ bʁɑ̃sjɔ̃]）是法国索恩-卢瓦尔省的一个市镇，属于马孔区。

## 地理
马尔塔伊莱布朗雄（46°31'55"N, 4°48'8"E）面积8.85 平方千米，位于法国勃艮第-弗朗什-孔泰大區索恩-卢瓦尔省，该省份为法国中部省份，北起顺时针与科多尔省、汝拉省、安省、罗讷省、卢瓦尔省、阿列省和涅夫勒省接壤。
与马尔塔伊莱布朗雄接壤的市镇（或旧市镇、城区）包括：拉沙佩勒苏布朗雄、沙派兹、希塞莱马孔、奥兹奈。

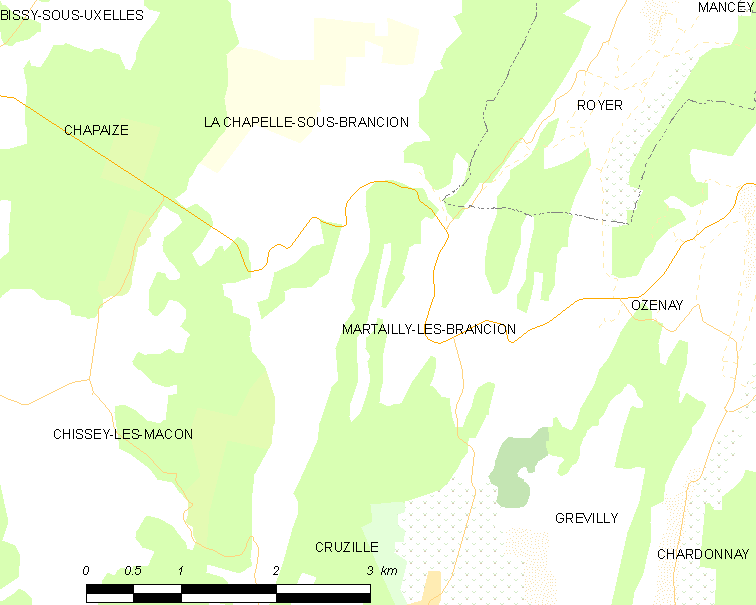
马尔塔伊莱布朗雄的OSM定位图

马尔塔伊莱布朗雄的时区为UTC+01:00、UTC+02:00（夏令时）。

## 行政
马尔塔伊莱布朗雄的邮政编码为71700，INSEE市镇编码为71284。

## 政治
马尔塔伊莱布朗雄所属的省级选区为图尔尼县。

## 人口

1962-2008年间马尔塔伊莱布朗雄人口变化图示

马尔塔伊莱布朗雄于2022年1月1日时的人口数量为124人。